# Margaret Steinitz
Margaret Anne Steinitz (* Oktober 1951) ist eine britische Chorsängerin und künstlerische Leiterin der London Bach Society.

## Werdegang
Sie studierte an der Goldsmiths, University of London. 1972 wurde sie Chorsängerin bei der London Bach Society, später übernahm sie Leitungsfunktionen. 1976 heiratete sie den Dirigenten Paul Steinitz. Nach dem Tod ihres Mannes am 21. April 1988 gründete sie das  Londoner Bachfest und die Zeitschrift Bach Notes und machte sich für die Bachforschung stark. Mit dem Fall der Mauer knüpfte sie engere Kontakte nach Leipzig und lud den Thomanerchor für eine Tournee nach Großbritannien ein. Steinitz war im City of Westminster Arts Council tätig und Trustee des British Dresden Trust. Sie ist Mitglied der Royal Philharmonic Society und der British-German Association. Außerdem engagiert sie sich in der Worshipful Company of Musicians. 

## Ehrungen
- 2001 wurde sie zum Honorary Associate of the Royal Academy of Music ernannt.
- 2006 erhielt sie das Bundesverdienstkreuz I. Klasse in Anerkennung für ihre Verdienste, die Musik Bachs seit der deutschen Vereinigung 1990 gefördert zu haben.